# Peter Sykes (Chemiker)
Peter Sykes FRSC (* 19. Februar 1923; † 24. Oktober 2003) war ein britischer Chemiker (Organische Chemie).
Sykes wurde 1947 bei Alexander Todd an der Universität Cambridge promoviert. Er war Fellow des Christ’s College der Universität Cambridge und dessen Vice-Master.
Er ist bekannt für ein verbreitetes einführendes Lehrbuch organischer Reaktionsmechanismen.

## Schriften
- A Guidebook to Mechanism in Organic Chemistry. Longmans 1961, 6. Auflage, Pearson
  - Deutsche Ausgabe: Reaktionsmechanismen der Organischen Chemie. Eine Einführung. Wiley-VCH, 9. Auflage 1988 (Hrsg. Henning Hopf, zuerst 1964), sowie danach als: Wie funktionieren organische Reaktionen? Reaktionsmechanismen für Einsteiger. Wiley-VCH 1996, 2. Auflage 2001
- The search for organic reaction pathways. London: Longman 1972